# Musa Alami
Musa Alami (Jerusalén, 3 de mayo de 1897-Amán, 8 de junio de 1984) (en árabe: موسى العلمي, Müsə al-'Alāmi) fue un político y filántropo palestino. De pensamiento nacionalista, Alami representó a Palestina en varias conferencias árabes, en la década de 1940 fue considerado como líder de los árabes palestinos.

## Biografía
Alami nació en el barrio de Musrara de Jerusalén, Palestina, en una familia prominente. Su padre era el alcalde de Jerusalén Faidi al-Alami, su hermana estaba casada con el político Jamal al-Hussayni y fue tío de la escritora Serene Husseini Shahid.
Recibió educación escolar en la Escuela de la Colonia Americana y en la Escuela Francesa de Freres en Jaffa. Durante la Primera Guerra Mundial, Alami trabajó en la oficina de censura en Damasco. Alami mantuvo una visión positiva del imperio otomano; recordando que los árabes consideraban a los turcos como socios en lugar de opresores. Alami afirmó que «existía un mayor grado de libertad y autogobierno en Palestina que en muchas provincias turcas».
Más tarde estudió derecho en la Universidad de Cambridge, donde fue admitido en The Honourable Society of the Inner Temple y se graduó con honores.
A su regreso a Jerusalén, Musa Alami trabajó para el departamento legal del gobierno del mandato británico de Palestina y eventualmente se convirtió en el secretario privado del Alto Comisionado General Arthur Grenfell Wauchope. En 1934, Alami participó en conversaciones con los líderes de la comunidad judía en Palestina David Ben-Gurión y Moshé Sharett. Según Ben-Gurión, sugirió que los sionistas podrían proporcionar una ayuda significativa para el desarrollo de la región, pero Alami respondió que preferiría esperar cien años y dejar la tierra como estaba, mientras los palestinos puedan hacer el trabajo ellos mismos.
Alami fue expulsado de su puesto de gobierno como asesor legal por las autoridades británicas y se exilió en Beirut, y más tarde en Bagdad. Jugó un papel importante en la Conferencia de St. James, negociaciones con el gobierno británico en Londres entre 1938 y 1939.
En un artículo de opinión publicado en 1949, Alami dio su evaluación del «gran desastre nacional» sufrido por los árabes de Palestinaː 
- «[Los] británicos fueron los principales causantes del desastre, y sobre ellos recae su responsabilidad. Fueron asistidos por los estadounidenses y los rusos. Todo está claro. En todo caso, nos encontramos cara a cara con los judíos, y entramos en batalla con ellos para decidir el futuro y, a pesar de lo que los británicos, los estadounidenses y los rusos habían hecho, todavía estaba en nuestro poder el ganar la batalla».[6]
- «Hubo dos fases en la batalla de Palestina ... En la primera fase, la fuente fundamental de nuestra debilidad fue que no estábamos preparados, aunque no nos tomaron por sorpresa, mientras los judíos estaban completamente preparados ... Estas mismas debilidades eran la fuente de debilidad en nuestra defensa en la segunda fase, la de los ejércitos árabes: la desunión, la falta de un mando unificado, la improvisación, la diversidad de planes y, sobre todo, la flojera y la falta de seriedad para ganar la guerra "[ 7]
- «La evacuación y la falta de vivienda de los árabes fue planeada y pensada por los judíos».[6]
- «En el ámbito social, la incompetencia de los gobiernos árabes se ha revelado en el asunto de los refugiados ... Es vergonzoso que los gobiernos árabes impidan que los refugiados árabes trabajen en sus países y cierren las puertas en sus caras y los encarcelen en campamentos».[6]
- «Con el establecimiento de un asidero y una base judía, los árabes enfrentan un nuevo peligro. Las ambiciones de los judíos no se limitan solo a Palestina, sino que abarcan otras partes del mundo árabe ... El próximo paso será intentar tomar toda Palestina, y luego procederán según las circunstancias, circunstancias que ellos mismos intentarán crear».[6]

Después de la guerra árabe-israelí de 1948, Alami perdió la mayor parte de sus propiedades en Jerusalén y Galilea y se fue a vivir cerca de Jericó, donde adquirió una concesión de 20 km² de desierto de parte del gobierno jordano. En 1949 fundó la Sociedad de Desarrollo Árabe para ayudar a los refugiados de Jericó. Después de descubrir agua en sus tierras, fundó una gran granja experimental y una escuela para niños huérfanos. Alami recaudó fondos para construir aldeas para los refugiados y fundó una granja agrícola cuyos productos se exportaban. En el Centro de Capacitación Vocacional y Agrícola de la Sociedad Árabe de Desarrollo, los niños palestinos huérfanos aprendieron a cultivar, fueron educados y también capacitados en habilidades vocacionales, incluyendo ingeniería eléctrica, tejido, carpintería y orfebrería, oficios que tenían una gran demanda en el mundo árabe en ese momento. Según Gilmour, quien entrevistó a Alami en febrero de 1979 en Jericó, tanto la granja como la escuela tuvieron mucho éxito hasta la invasión israelí en 1967, cuando dos tercios de la tierra fueron arrasados y veintiséis de los veintisiete pozos de agua fueron destruidos. El ejército israelí destruyó sistemáticamente el sistema de riego, los edificios y la maquinaria. Alami hizo algunas reparaciones y pudo salvar una fracción de la tierra y mantener en funcionamiento a la granja y la escuela.
Musa Alami murió en Amán el 8 de junio de 1984, como resultado de una insuficiencia circulatoria. Su funeral tuvo lugar en la mezquita de Al-Aqsa, en su natal Jerusalén. El puesto de control de las Fuerzas de Defensa de Israel en la salida este de Jericó (a través del cual pasan los palestinos que viajan a Jordania a través del puente Allenby) se llama Musa Alami, por la granja adyacente, que aún se conoce como "la granja de Musa Alami".